# Willard Cantrell
Willard "Bill" Cantrell (Mount Vernon, Indiana, 6 december 1914 - 6 februari 1986) was een Amerikaans autocoureur. Hij schreef zich eenmaal in voor de Indianapolis 500 tijdens de editie van 1953, die ook meetelde voor het Formule 1-kampioenschap. Hij wist zich echter niet te kwalificeren.
Hij is ook opgenomen in de National Midget Auto Racing Hall of Fame.